# Калабрези, Гвидо
Гвидо Калабрези (итал. Guido Calabresi; род. 18 октября 1932, Милан) — американский юрист итальянского происхождения, старший окружной судья Апелляционного суда США по Второму округу. Бывший декан Йельской школы права, где он преподавал с 1959 года. Калабрези считается, наряду с Рональдом Коузом и Ричардом Познером, основателем направления права и экономика.

## Ранние годы и образование
Калабрези родился в 1932 году в Милане, Италия. Его отец, Массимо Калабрези (1903—1988), был кардиологом, а мать, Бьянка Мария Финци-Контини Калабрези (1902—1982), — исследователем европейской литературы. Родители Калабрези принимали активное участие в сопротивлении итальянскому фашизму и в конце концов бежали из Италии, иммигрировав в США в 1939 году. Семья поселилась в Нью-Хейвене, штат Коннектикут, и стала натурализованными американскими гражданами в 1948 году. Старший брат Гвидо Пол Калабрези (1930—2003) был выдающимся медицинским и фармакологическим исследователем рака и онкологии. Мать Калабрези происходит из итало-еврейской семьи. Сам он называет себя «практикующим католиком», который верит в Бога.
Калабрези окончил Йельский колледж в 1953 году со степенью бакалавра наук, с отличием окончив экономический факультет. Он получил стипендию Родса и провел два года в колледже Магдален в Оксфорде, получив в 1955 году степень бакалавра искусств с отличием первого класса (позже по традиции он был переведен в разряд магистров искусств). Затем он поступил в Йельскую школу права, где был редактором в Йельском юридическом журнале. Он окончил ее в 1958 году, заняв первое место в своем классе и получив степень бакалавра права с отличием (magna cum laude). После окончания юридического факультета Калабрези работал юрисконсультом у помощника судьи Верховного суда США Хьюго Блэка с 1958 по 1959 год.

## Юридическая карьера
В 1960 году Калабрези было предложено занять должность профессора на юридическом факультете Чикагского университета. Однако после окончания практики в Верховном суде он поступил на юридический факультет Йельского университета, став самым молодым профессором Йельского университета. Калабрези был деканом факультета с 1985 по 1994 гг. В настоящее время он является почетным профессором права Стерлинга и преподавателем права в Йельском университете.
Калабрези является членом Ассоциации адвокатов штата Коннектикут, а с 1971 по 1975 год занимал пост городского избирателя в Вудбридже, штат Коннектикут.
В февраля 1994 года президент Билл Клинтон выдвинул Калабрези на должность окружного судьи Апелляционного суда США второго округа, освобожденную судьей Томасом Джозефом Мескиллом. Он был утвержден Сенатом США 18 июля 1994 года. Он вступил в должность 16 сентября 1994 года и прослужил до 21 июля 2009 года.
Калабрези, наряду с Рональдом Коузом, является одним из основателей юридической и экономической науки. Его новаторский вклад в эту область включает применение экономических рассуждений к деликтному праву и юридическую интерпретацию теоремы Коуза. Под интеллектуальным и административным руководством Калабрези Йельская школа права стала ведущим центром юридической науки, пропитанной экономикой и другими социальными науками. Калабрези был удостоен более сорока почетных степеней университетов по всему миру. Он является членом Шведской королевской академии наук.
Среди бывших учеников Калабрези — судьи Верховного суда Сэмюэл Алито, Кларенс Томас и Соня Сотомайор, бывший генеральный прокурор США Майкл Мукасей, феминистский правовед и профессор права Мичиганского и Чикагского университетов Кэтрин Маккиннон, бывший советник Белого дома Грегори Крейг, правовед Филип Боббит, бывший сенатор Джон Данфорт, профессор Гарвардской школы права Ричард Х. Фэллон-мл, Кенджи Йошино, специалист по гражданским правам и правам человека, специалист по деликтам Кеннет Абрахам, феминистский адвокат-международник Энн Оливариус и специалист по деликтам Кэтрин Шарки. Калабрези, единственный среди преподавателей Йельской школы права, поддержал выдвижение Кларенса Томаса в Верховный суд.

## Почетные награды и звания
В 1985 году Калабрези был награжден медалью Laetare Университета Нотр-Дам, старейшей и самой престижной наградой для американских католиков.
В 1992 году Принстонский университет присвоил ему почетную степень доктора права.
В 2006 году Йельский университет учредил профессорскую кафедру права имени Гвидо Калабрези, и первым профессором этой кафедры стал Кенджи Йошино. В настоящее время кафедру занимает Дэниел Марковиц.
Калабрези является почетным редактором «Юридического обозрения Болонского университета» — общего студенческого юридического журнала, издаваемого факультетом правовых исследований Болонского университета.
Калабрези — автор четырех книг и более 100 статей по праву и смежным вопросам.
Почетные звания
- Избран в Американскую академию искусств и наук, 1972.[13]
- Почётная степень, Университет Павии, 1987 г.
- Избран в Американское философское общество, 1997 г.[14]
- Почетная степень в области права, Университет Брешии, 21 января 2013 года.[15]
- Премия профессора права Роберта Б. Маккея, Секция судебной и страховой практики Американской ассоциации юристов, 2015 год[16]

## Личная жизнь
Калабрези женился на Энн Гордон Одюбон Тайлер, социальном антропологе, писателе-фрилансере, общественном деятеле, филантропе и меценате. Оба получили начальное образование в школе Foote School в Нью-Хейвене.
Они живут в Вудбридже, штат Коннектикут, и у них трое детей. Энн Гордон Одюбон Калабрези (Энн Калабрези Олдшу), психиатр, с отличием окончила Йельский университет, училась в медицинской школе при Западном резервном университете Кейза и прошла ординатуру в Гарварде.
Массимо Франклин Тайлер («М.Ф.Т.») Калабрези, журналист журнала Time, также окончил Йельский университет. Бьянка Финци-Контини Калабрези также училась в Йеле, окончив его с отличием, и получила степень доктора философии по литературе эпохи Возрождения в Колумбийском университете.
Племянник Калабрези, Стивен Г. Калабрези, — профессор конституционного права в Северо-Западном университете и один из основателей Федералистского общества.
Калабрези и его жена владеют оливковой рощей во Флоренции, где ежегодно производят оливковое масло. Он болеет за миланский клуб «Интер» и команду «Нью-Йорк Янкис».

## Основные публикации
Книги:
- Calabresi, G. (1970). The Costs of Accidents: A Legal and Economic Analysis. Yale University Press.
- Calabresi, G. (1985). Ideals, Beliefs, Attitudes, and the Law: Private Law Perspectives on a Public Law Problem. Syracuse University Press.
- Calabresi, G. (1991). A Common Law for the Age of Statutes. Harvard University Press.
- Calabresi, G. (2016). The Future of Law & Economics: Essays in Reform and Recollection. Yale University Press.

Статьи:
- Calabresi, G. (1961). Some Thoughts on Risk Distribution and the Law of Torts. Yale Law Journal, 70(4), 499—553.
- Calabresi, G., & Melamed, A. D. (1972). Property Rules, Liability Rules, and Inalienability: One View of the Cathedral. Harvard Law Review, 85(6), 1089—1128.
- Calabresi, G. (1972). Transaction Costs, Resource Allocation, and Liability Rules—A Comment. Journal of Law and Economics, 11(1), 67-73.
- Calabresi, G. (1993). The Pointlessness of Pareto: Carrying Coase Further. Yale Law Journal, 100(5), 1211—1237.